# Ánite de Tegea

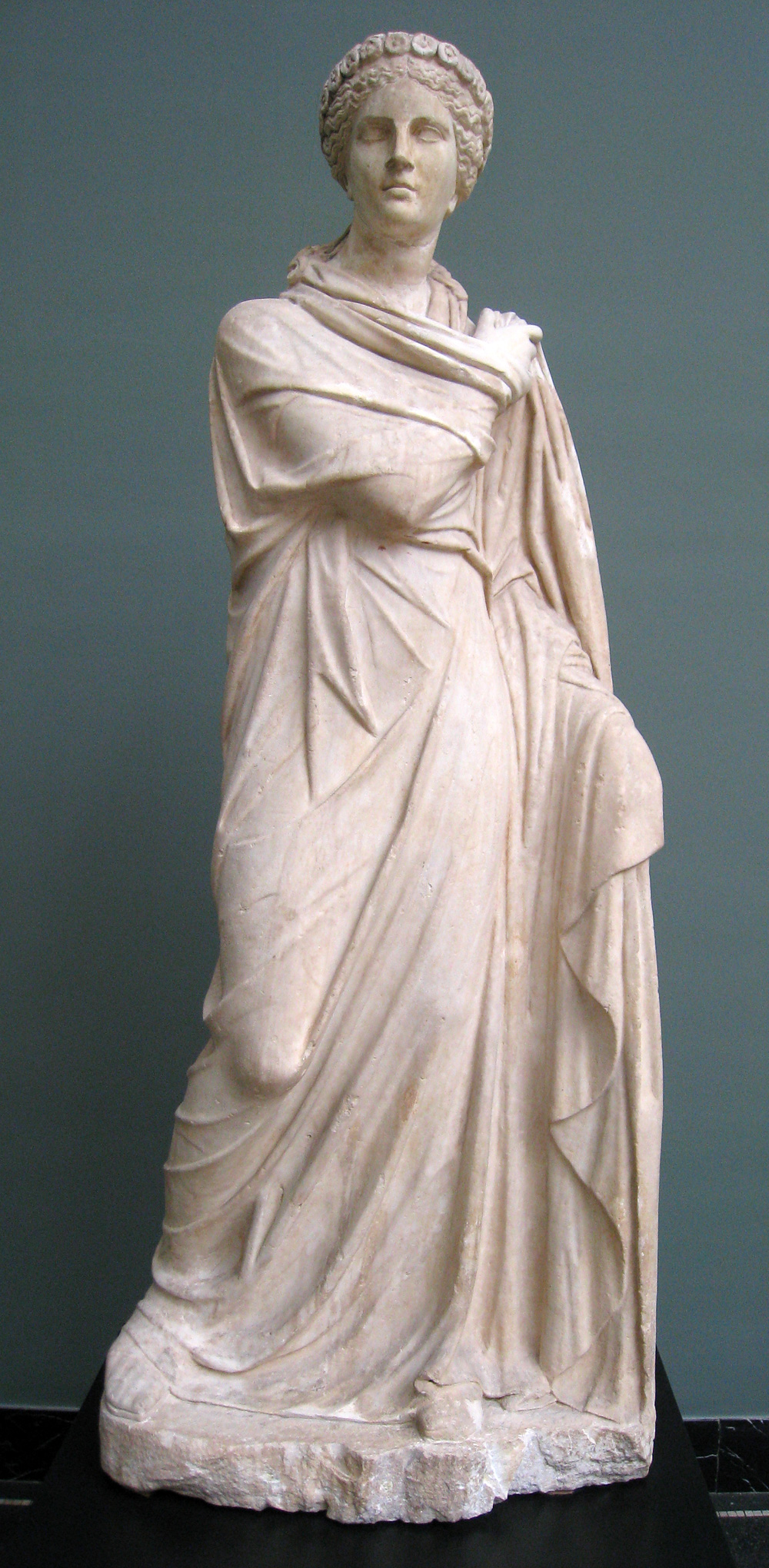
Ánite de Tegea

Ánite (Ἀνύτη, fl. ca. 300 a. C.) fue una poetisa griega nacida en Tegea que vivió en los siglos IV y III a. C. Se encuentran textos suyos en la Antología griega, compuesta por la Antología palatina y el Apéndice de Planudes, más otro apéndice. La Antología griega recoge varios de los epigramas de Ánite, escritos en dialecto dórico; en la misma colección, hay unos pocos que se duda en atribuirle. Se dice de Ánite que dirigía en el Peloponeso una escuela de poesía y literatura de la que tal vez formase parte Leónidas de Tarento; y de él, que tal vez fuese alumno de Ánite, que fue admirada por sus contemporáneos y por generaciones posteriores en virtud de sus epigramas y sus epitafios.
Entre los escritores de la Antigua Grecia que dedicaron epitafios a animales, la autoría de Ánite de Tegea es la primera en el tiempo de las conocidas, y una de las primeras en lo que toca a descripciones vívidas de la naturaleza silvestre.
Hicieron mención de esta autora el historiador bizantino Julio Pólux (Ιούλιος Πολυδεύκης; en latín, Iulius Pollux), Esteban de Bizancio, Meleagro de Gadara y Antípatro de Tesalónica, que la contaba entre las nueve musas terrenales y decía de ella que era «elocuente» y «el Homero de su sexo». La referencia a Homero se justifica por el uso del epigrama funerario, que remite a las celebraciones épicas de los héroes muertos, y por el empleo en los epigramas de un vocabulario homérico. Ánite lleva esta tradición a un dominio particular y específicamente femenino: el llanto de la madre por su hija muerta.

Muy a menudo ante esta tumba, Clino, madre de una muchacha que vivió poco tiempo, llama deshecha en lágrimas a su querida hija e invoca el alma de Filenis, la que antes del himeneo descendió a las orillas del Aqueronte.
Antología palatina, VII, 486; según la edición de Friedrich Jacobs (1764-1847).

Esta innovación en la expresión desde un punto de vista femenino también se manifiesta en los epitafios dedicados a animales, que, como se ha dicho antes, son los primeros conocidos de la literatura griega.

Así que muerta estás, Maera, cabe un espeso matorral, locria joven, la más veloz de las perras de alegres ladridos. ¡Qué retorcido y funesto el veneno que en tu ligera pata ha inyectado una víbora de rayado cuello!
Antología palatina, Apéndice, 6; según la trad. de F. Jacobs.

También parece ser la de Ánite de Tegea la primera autoría conocida entre los poetas helenísticos en lo concerniente a la descripción bucólica en los epigramas, algo anterior a la de Teócrito, al que se suele considerar como precursor de la poesía pastoril.

De camino, reposa tus fatigados miembros en ese roquedal; allí un suave céfiro murmura entre el follaje. Bebe de esa fuente de la que mana el agua límpida y fresca. De seguro, tal sitio de descanso ha de ser, con el ardiente calor, muy agradable para los viajeros.
Antología palatina, XVI (Apéndice de Planudes), 228; según la trad. de F. Jacobs.

Yves Battistini señala que el estilo y la sensibilidad de Ánite traen a la mente la poesía francesa del siglo XVII.
Ánite compuso piezas de carácter épico, pero nada se ha conservado de esa vertiente de su obra.
Se dice que Ánite pronunciaba en verso los augurios de los oráculos del templo de Asclepio en Epidauro.